# 大博士
大博士(だいはくし、だいはかせ)
- 飛鳥時代（天智・天武期）の官職。大学博士（だいがくはかせ）とも称され、律令制の大学寮の教官（＝明経博士）の前身。
- 大博士は大学大博士といい、明治時代に明治新政府により設置された大学の教官の職階。大博士の下に中博士・少博士、大助教・中助教・少助教の官職があった。平田篤胤の養子である平田銕胤が大博士に任ぜられている。
- 明治時代、明治21年制定の学位令により定められた学位のひとつ。当時の文部大臣森有礼により大博士と博士の二等が定められたが、大博士の方は授与例のないまま明治31年廃止された。